# Gangneung curlingcenter
Gangneung curlingcenter är en ishall i kuststaden Gangneung i Sydkorea. Arenan stod klar 1998 men byggdes om mellan december 2015 och januari 2017. Under olympiska vinterspelen 2018 spelades turneringarna i curling här. Dessförinnan har flera andra mästerskap arrangerats i arenan, bland annat asiatiska vinterspelen 1999 och världsmästerskapet i curling för damer 2009.